# Hôtel de ville de Belfort
L'hôtel de ville de Belfort est un bâtiment municipal abritant la mairie, situé à Belfort, en France.

## Généralités
L'édifice est situé sur la place d'armes, dans la vieille ville de Belfort, dans le département du territoire de Belfort, en région Bourgogne-Franche-Comté, en France.

## Histoire
La maison Noblat est édifiée en 1724, sur les plans de l'architecte Jacques Philippe Eléonor Mareschal, pour François-Bernardin Noblat, un notable local. En 1785, la maison est acquise par la municipalité et est transformé en hôtel de ville sous l'impulsion de Jean-Baptiste Kléber, inspecteur des bâtiments publics. Le bâtiment survit aux bombardements du Siège de Belfort, lors de la guerre franco-prussienne de 1870-1871 et accueille les les premiers soldats français lors de la libération de la ville lors de la seconde Guerre mondiale en 1944. La Salle des délibérations du conseil municipal au rez-de-chaussée est classée au titre des monuments historiques par arrêté du 23 octobre 1922.

## Description
L'hôtel de ville est de style néo-classique, contruit en grès rouge et enduits cimenté. La façade est symétrique et présente neuf travées ; La travée centrale, en saillie vers l'avant, possède une porte à tête segmentaire encadrée par deux paires de colonnes d'ordre dorique soutenant un balcon à balustrade. Sur le toit, une petite tour d'horloge surplombe la façade.
A l'intérieur, deux pièces sont notables : la Salle d'honneur au 1er étage, inaugurée en 1810, qui abrite des tableaux historiques illustrant des événements marquants de Belfort et la Salle des délibérations ou Salle Kléber, au rez-de-chaussée, classée monument historique

## Galerie

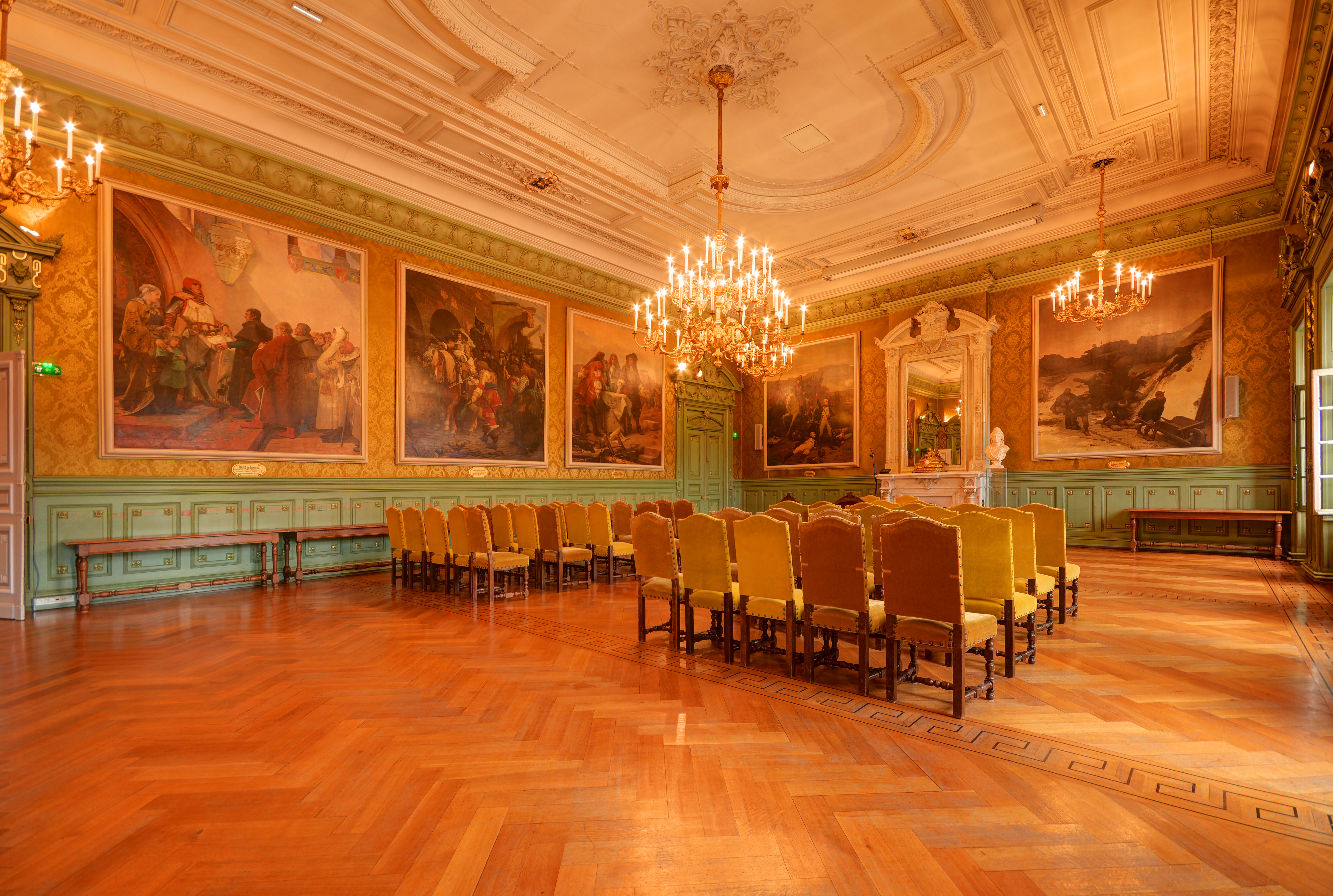
Salle d'honneur
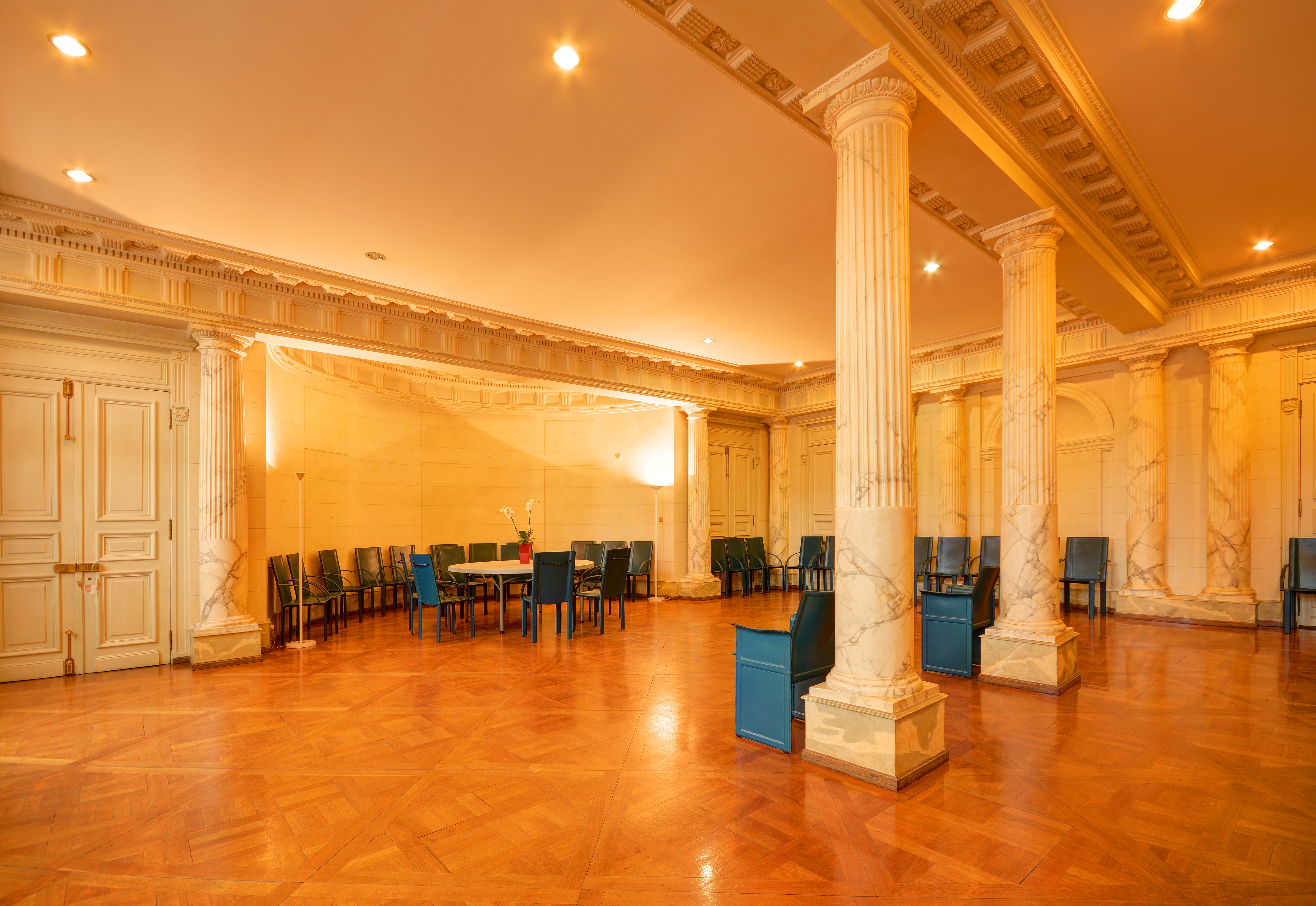
Salle des délibérations
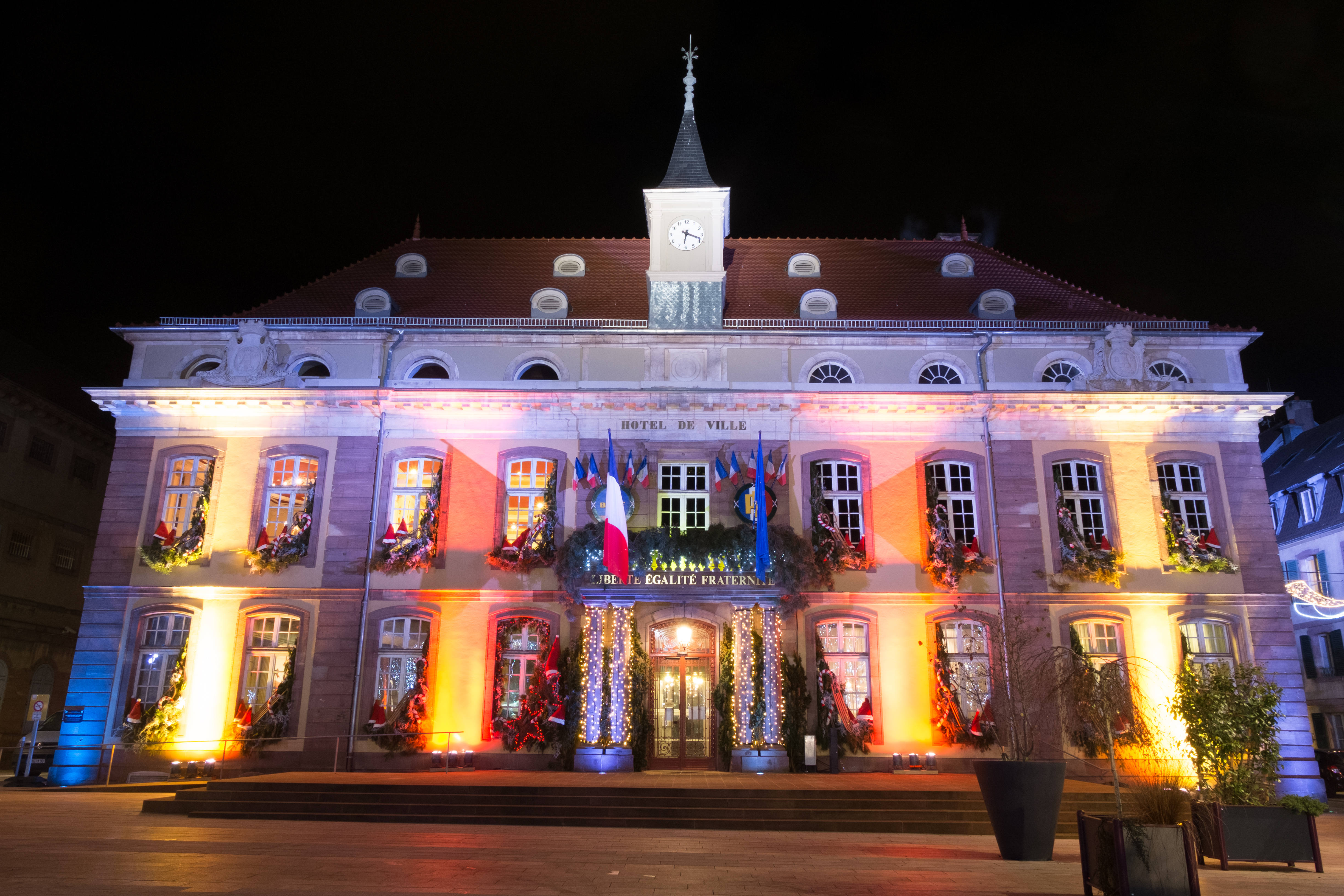